# Ascolacicola aquatica
Ascolacicola aquatica är en svampart som beskrevs av Ranghoo & K.D. Hyde 1998. Ascolacicola aquatica ingår i släktet Ascolacicola, ordningen Sordariales, klassen Sordariomycetes, divisionen sporsäcksvampar och riket svampar.   Inga underarter finns listade i Catalogue of Life.